# Parafia Najświętszego Serca Jezusowego w Łężkowicach
Parafia Najświętszego Serca Jezusowego w Łężkowicach – parafia rzymskokatolicka, znajdująca się w diecezji tarnowskiej, w dekanacie Bochnia Zachód.
W skład terytorium parafii wchodzą miejscowości Łężkowice, Książnice i Targowisko.
Od 2021 proboszczem parafii jest ks. mgr Stanisław Śliwa.

## Historia parafii
Główną przyczyną powstania parafii w Łężkowicach była potrzeba wybudowania kościoła w części parafii chełmskiej, znajdującej się za rzeką Rabą. Trudny dostęp, wylewy rzeki i błota jesienne utrudniały wiernym mieszkającym po drugiej stronie rzeki udział w nabożeństwach, dlatego też wielu ludzi, szczególnie starszych, nie mogło spełniać swoich obowiązków religijnych. Także I wojna światowa i kroczące za nią zdemoralizowanie przesądziły o tym, że ówczesny biskup tarnowski Leon Wałęga, twórca wielu kościołów filialnych, zdecydował się na desygnowanie kapłana odpowiedzialnego za postawienie kościoła dla trzech wsi pozostających za Rabą: Książnic, Łężkowic i Targowiska. Powołał w ten sposób do istnienia parafię w Łężkowicach, a jako proboszcza mianował ks. Władysława Lalika.
Pierwszy kościół, z powodu braku miejsca, powstał w starej żydowskiej karczmie. Powyjmowano tam ściany, oczyszczono i ustawiono prowizoryczny ołtarz. Świątynię tę poświęcono w obecności ówczesnego dziekana ks. Andrzeja Sękowskiego i kilku księży. Budynek służył przez dwa i pół roku. Równocześnie przystąpiono do budowy dedykowanego kościoła parafialnego.
Plany architektoniczne kościoła wykonał Jan Zubrzycki ze Lwowa. Kopanie fundamentów rozpoczęto w kwietniu 1920 roku. W czerwcu tego roku dokonano poświęcenia kamienia węgielnego. 1 października 1920 zakończono wznoszenie murów świątyni. Wiosną 1921 roku przystąpiono do murowania sklepień, żeber oraz tynkowania kościoła. Jesienią 1921 roku prace przy budowie kościoła dobiegły końca.
Poświęcenie nowego kościoła i przeniesienie doń Najświętszego Sakramentu miało miejsce 21 października 1921 roku w obecności ówczesnego biskupa tarnowskiego, bpa Leona Wałęgi. Wtedy też biskup Wałęga dokonał konsekracji ołtarza.

## Proboszczowie parafii
Źródło:
| Proboszcz              | Lata urzędowania |
| ---------------------- | ---------------- |
| ks. Władysław Lalik    | 1919–1926        |
| ks. Józef Motyka       | 1926–1961        |
| ks. Edward Lis         | 1961–1966        |
| ks. Konstanty Cabaj    | 1966–1984        |
| ks. Władysław Mikulski | 1984–1985        |
| ks. Adam Sztaba        | 1985–2017        |
| ks. Krzysztof Cwenar   | 2017–2021        |
| ks. Stanisław Śliwa    | od 2021          |